# 独秀峰
25°17′10″N 110°17′42″E / 25.28611°N 110.29500°E
独秀峰位于中国广西壮族自治区桂林市秀峰区靖江王府内，孤峰挺秀，陡峭高峻，南朝颜延之曾写下“未若独秀者，峨峨郛邑间”的佳句，独秀峰因此得名。又以孤峰似披紫袍金衣得名紫金山。
在独秀峰下，唐有学宫，宋有铁牛寺，元称大圆寺，后改万寿殿，今已不存。峰顶有独秀亭，西麓有太平岩，东麓有读书岩，传为颜延之读书处，是桂林最古老的名人胜迹。东麓旁有月牙池，月牙池畔有中山纪念塔。
独秀峰岩壁上有大量古代至民国时期的摩崖石刻，1966年被列为桂林市文物保护单位，1994年被列为广西壮族自治区文物保护单位，2001年作为“桂林石刻”的重要组成部分被列为全国重点文物保护单位。
“桂林山水甲天下”一句最早出自独秀峰读书岩洞口右上方的王正功（1133-1203）《鹿鸣宴劝驾诗》石刻。碑刻为两首诗，全文内容如下：
嘉泰改元，桂林大比，与计偕者十有一人。九月十六日，用故事行宴享之礼。提点刑狱权府事，四明王正功作是诗，劝为之驾。

百嶂千峰古桂州,向来人物固难俦。

峨冠共应贤能诏,策足谁非道艺流。

经济才猷期远器,纵横礼乐对前旒。

三君八俊俱乡秀,稳步天津最上头。

桂林山水甲天下,玉碧罗青意可参。

士气未饶军气振,文场端似战场酣。

九关虎豹看劲敌,万里鵾鹏伫剧谈。

老眼摩挲顿增爽,诸君端是斗之南。

门生乡贡进士张次良上石。

- “桂林山水甲天下”在右上方石刻贴红条一列